# 盖聂
盖聂（？—？），盖姓，战国时代末期的遊俠。荆轲游历路过榆次，和盖聂討論劍術。盖聂对他怒目而视。荆轲走后，有人向盖聂说再召来荆轲。盖聂说：“前不久我和他论剑，我们意见有不合之处，我瞪了他，现在他该走了。”有人去馆舍，荆轲已经驾车离开了榆次。盖聂说：“固去也，吾曩者目摄之！”

## 相关文艺作品
在中国动画《秦時明月》中，盖聂是重要角色，带着荆轲遗孤荆天明，亡命天涯。剑术出神入化，佩带名剑“渊虹”。